# Louis-François Beffara
Pour les articles homonymes, voir Beffara.
Louis-François Beffara, né le 23 août 1751 à Nonancourt en Normandie et mort le 2 février 1838 à Paris (ancien 2e arrondissement), est un écrivain français.

## Biographie
Louis-François Beffara est né le 23 août 1751 à Nonancourt dans la province de Normandie, dans l'actuel département de l'Eure, et il est baptisé le lendemain dans l'église Saint-Martin de Nonancourt : il est le fils de Jacques-François Befara (orthographe utilisé sur l'acte de baptême), maître cordonnier, et d'Agathe Gouge.
Commissaire de police de la ville de Paris de 1792 à 1816, il lègue à la Bibliothèque nationale de Paris des ouvrages manuscrits qu'il a composés sur les théâtres lyriques de la France et de l'étranger.
Louis-François Beffara meurt le 2 février 1838 au 19 rue des Martyrs dans l'ancien 2e arrondissement de Paris.

## Œuvres
- Esprit de Molière, ou choix de maximes et portraits… tirés de ses ouvrages, 2 vol. (1777)
- Dissertation sur J. B. Poquelin-Molière, sur ses ancêtres, l'époque de sa naissance qui avait été inconnue jusqu'à présent (1821) -- Lire en ligne
- Maison natale de Molière (1835)

## Pour approfondir